# 유라야 놀자
유라야 놀자는 샌드박스 네트워크에서 운영하는 키즈 크리에이터이자 유튜버인 김유진이 진행하는 키즈 유튜브 채널이다.
2016년 1월 시작된 이 유라야 놀자 채널은, 미취학생 및 영유아 아이들을 중심으로 인기를 끌었으며, 2021년 2월 현재 키즈채널부문 11위에 올라와있다.
현재 유라야 놀자 2기 진행자 김유진씨가 진행하고 있다.

## 역대 유라야 놀자 진행자
- 1기 최다은 (2016 ~ 2019.10)
- 2기 김유진 (2019.11 ~)